# كلاوديو إستودور
كلاوديو إستودور (بالرومانية: Claudiu Istodor)‏ ممثل مسرح وصوت روماني (ولد يوم 5 سبتمبر من العام 1960 ، في بوخارست) درس في معهد الفنون المسرحية والسينمائية وأكمل دراسته في الترويج لعام 1984 . وكان متزوج من الممثلة الرومانية مايا مورجنشتيرن، ولديهم ابن هو الممثل تيودور إستودور .

## روابط خارجية
- كلاوديو إستودور على موقع IMDb (الإنجليزية)
- كلاوديو إستودور على موقع قاعدة بيانات الفيلم (الإنجليزية)